# Costina Cheyrouze
Costina Cheyrouze (n. 30 ianuarie 1978, Constanța) este o actriță română de teatru, film, televiziune și radio.

## Biografie
După obținerea diplomei de învățător-educator la Colegiul Pedagogic “C-tin Brătescu” din Constanța, Costina Cheyrouze a absolvit în 2004 Universitatea Națională de Artă Teatrală și Cinematografică „Ion Luca Caragiale” din București, secția Actorie la clasa profesorilor Adrian Pintea și Adrian Titieni. Atunci a lucrat și cu Calvin McClinton, Sanda Manu (Commedia dell'Arte) și Veniamin Filshtinsky (profesor de arta actorului la Institutul de Artă Teatrală din Sankt Petersburg). După doi ani în care a fost angajată la Teatrul de Stat Constanța, a fost alesă de Ion Caramitru să facă parte din echipa Teatrului Național București.

## Activitate la Teatrul Național București
- Lily - Două pe fața, două pe dos de Theresa Rebeck, cu Marius Bodochi, coordonator Ion Caramitru, 2018
- Lady Capulet - Romeo și Julieta de Shakespeare, regia Yuri Kordonski, 2019
- Cocuța Micșoreanu - Allegro ma non troppo de Ion Minulescu, regie Răzvan Popa, 2014
- Helga - Vizita bătrânei doamne de Friedrich Dürrenmatt, cu Maia Morgenstern, regia Aleksandar Morfov, 2011
- Christine - Dineu cu proști de Francis Veber cu Horațiu Mălăele și Medeea Marinescu, regia Ion Caramitru, 2010
- Ann Deever - Toți fiii mei de Arthur Miller cu Victor Rebengiuc și Sanda Toma, regia Ion Caramitru, 2009

## Activitate în alte teatre
Teatrul Tony Bulandra din Tărgoviște
- Blanche DuBois - Un tramvai numit Dorință de Tennessee Williams, regie Suren Shahverdyan, 2009

Teatrul Jean Bart din Tulcea
- Contesa - Nunta lui Figaro de Beaumarchais, regia Radu Olăreanu, 2008

Teatrul de Stat Constanța
- Viviene - Scaiul de Georges Feydeau, regia Ion Lucian, 2008

- Femeia - Terorism de Oleg & Vladimir Presniakov cu Marius Bodochi, regia Felix Alexa, 2007

Teatru Itinerant
- Lydia - Spike Heels de Theresa Rebeck, regia Roberta Șerban, 2009

Teatrul Mic din București
- Ea - Crize sau o altă întâmplare de dragoste de Mihai Ignat, regia Traian Șoimu, 2006

Club Prometheus, București
- Dariușca - Salonul nr. 6 după A.P. Cehov, regia Adrian Berinde, 2004

Palatul Suțu, București
- Broadway Magic (cabaret), regia muzicală Calvin McClinton, 2004

Muzeul Literaturii Române, București
- Ain’t Misbehavin’ (cabaret), regia muzicală Calvin McClinton, 2002

## Radio
- Cam târziu, domnule Godot de Doru Moțoc, regia Mihai Lungeanu
- Elogiul nebuniei de Dumitru Solomon, regia Mihai Lungeanu
- Îmblânzirea scorpiei de William Shakespeare, regia Gavriil Pinte
- Frumoasa din pădura adormită, musical, regia Vasile Manta
- O noapte furtunoasă de I.L. Caragiale, regia Gavriil Pinte
- Pirandello, fiul Haosului de Venerus Popa, regia Mihai Lungeanu
- Povestea prea-frumoasei Eliza de Georgeta Răboj, regia Leonard Popovici

## Televiziune
- O grămada de caramele (sezonul 3), 2019

Teatrul Național de Televiziune (TVR 2)
- O întâmplare cu haz de Goldoni, regia Constantin Dicu, 2010

## Film
- Educatoarea - Funeralii fericite, regia Horațiu Mălăele, 2013
- Copacul, regia Mihai Sofronea, 2013
- I’m a Walking Contradiction, regia Raia al Souliman, 2012